# Козак Дмитро Олегович
Дмитро́ Олегович Козаќ (нар. 1996) — український військовик. Учасник російсько-української війни; учасник Ігор нескорених-2023.

## З життєпису
Народився 1996 року в Севастополі — батько тоді там служив, був командиром роти альпіністів в Криму; і мама, й тато військові. У дитинстві займався шахами. Потім батька перевели до Львова. Після школи навчався у Золочеві в коледжі.
Коли почався Євромайдан — їздив на вихідні. Вчергове приїхав вночі з 18 на 19 лютого. Увесь день 19 лютого і ніч на 20-те був на передових барикадах. Першого поранення зазнав на Майдані 20 лютого. Дмитру психологічно було дуже важко. Вже коли розстріл закінчився, він знепритомнів — це були наслідки від вибухів гранат. Крім сильної контузії, від газових гранат були обпечені дихальні шляхи і пошкодило хребет. За Майдан йому дали учасника бойових дій — «постраждалий учасник Революції Гідності». Коли почалася окупація Криму і війна на сході, вирішив їхати. Батько вирішив призиватися з військової пенсії і воювати, а Дмитро лишився допомагати мамі з молодшими братом і сестрою.
Після довгого лікування у Львові Дмитра відправили за кордон. Психологи допомогли вийти із стресової ситуації; вступив до Львівської політехніки на бухгалтера. Працював на великому аграрному підприємстві, спочатку бухгалтером, потім головним бухгалтером, по тому — заступником директора. Ще був помічником депутата Львівської міської ради.
Почалася повномасштабна війна, батько на той момент був вже в ТРО, львівській 103-й бригаді. Лишив дружину доглядати дітей; знайшов підрозділ «Карпатська Січ», попередньо з ними домовлявся. Але потрапив у Львові в частину Нацгвардії. 28 лютого 2022-го був в збройних лавах. Наступного дня отримав бронежилет, каску, зброю, гранати, патрони. На Львівщині навчалися, готувалися.
Воював на напрямках Мар'їнка-Авдіївка. Поранення отримав в населеному пункті Павлівка за Вугледаром.
На Іграх нескорених-2023 долучився до збірної останнім: після того, як від участі в Іграх відмовився Вадим Фасоля. Взяв участь лише в одному виді спорту, настільному тенісі. В особистих змаганнях дійшов до 1/8 фіналу в класі TT7 серед чоловіків, а в парній першості зіграв у дуеті з Олександром Пономарьовим, із яким пробився до чвертьфіналу.
На його повернення чекали дві донечки (2018 р.н. і 2020 р.н.)
Переможець в одинарному та парному розрядах на "Invictus Germany 2024" з настільного тенісу у Дюсельдорфі.